# Живопис за номерами

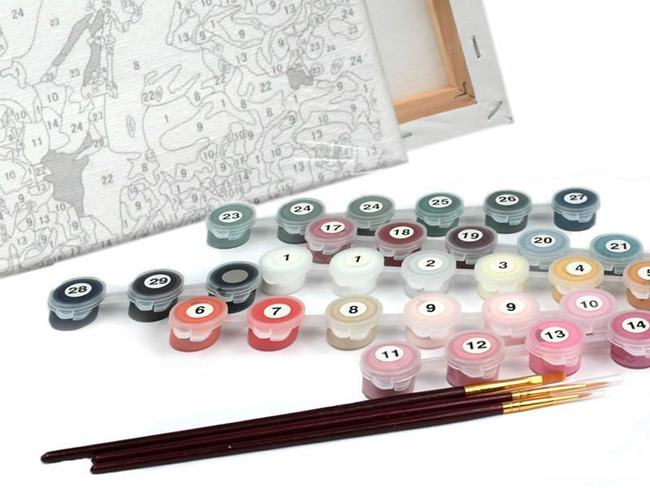
Розмальовки за номерами

Живопис за номерами (Картини за номерами, розмальовки за номерами; англ. paint by number, painting by numbers; нім. Malen nach Zahlen) — загальна назва наборів для творчості, що мають в комплекті основу для живопису (полотно або картон), на яку нанесені контури із окремих кольорових сегментів майбутнього зображення, кожному сегменту надано номер, що збігається з номером кольору фарби, яким необхідно заповнити цей сегмент. Словосполучення «за номерами» є визначальним для всіх наборів і вказує на загальну ідею хобі.

## Історія створення
Набори для творчості «Картини за номерами» винайшли, розробили та випустили на ринок 1950 року власник Palmer Paint Company (Детройт, штат Мічиган) Макс Кляйн (Max Klein) і художник Ден Роббінс (Dan Robbins).
Співавтори шукали спосіб, завдяки якому практично кожна людина могла б написати повноцінну картину без спеціальних художніх навичок і знань, що дозволило б створити новий формат хобі та підвищити попит на продукцію Palmer Paint Co. Після декількох місяців проб і помилок Ден Роббінс поєднав ідею розмальовок для дітей, та принципи навчання живопису Леонардо да Вінчі, який розмальовував полотна контурами одночасно нумеруючи їх, після чого учні Леонардо да Вінчі заповнювали контури відповідним кольором фарби.
Першим прототипом картин за номерами була «Абстракція № 1», виконана Деном темперою на картоні. Макса Клейна картина не вразила і він попросив Дена розробити більш звичні для середнього американця зразки картин. Через деякий час, Ден Роббінс створив перші шість зразків картин, які були об'єднані в серію «Craft Master», згодом були доповнені ще тридцятьма зразками.
Перші продажі наборів не вражали, зробити живопис за номерами готовим та масовим продуктом виявилося не так і просто. Найвідоміший маркетинговий хід компанії, для збільшення зростання продажів, був гігантський білборд із чистою заготовкою картини, яка щодня зафарбовувалась по окремих сегментах. Через деякий час, живопис за номерами набрав неймовірну популярність в Америці, та почав поступово завойовувати ринок Європи. За перші кілька років Palmer Paint Co. продала більше ніж 12 мільйонів комплектів для творчості. Бренд Craft Master проголосив слоган: «Гарний олійний розпис з першої спроби» («a beautiful oil painting the first time you try»).
На думку Роббінсона, картини за номерами повинні бути до тої міри складними, до якої звичайна людина змогла б побачити у готовій розмальовці витвір мистецтва.

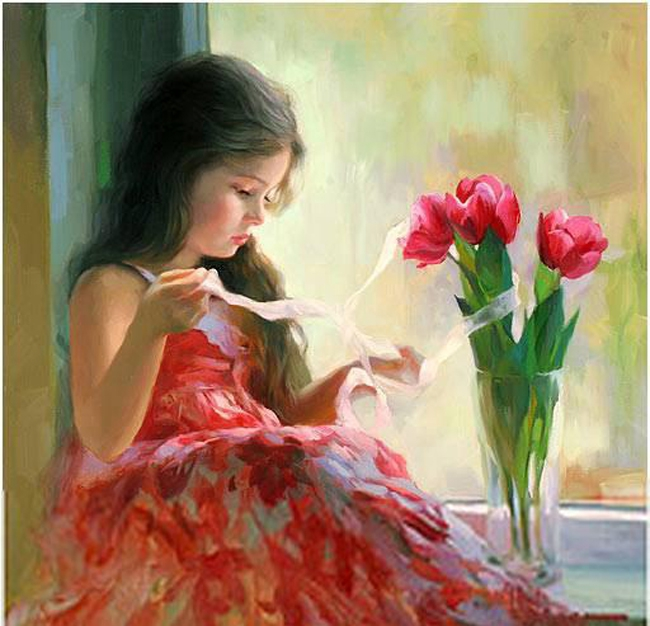
Картина за номерами "Дівчинка і букет"

## Розвиток напряму
Отримавши неймовірний успіх, на початку-середині 1950-х років, живопис за номерами створив ціле покоління художників, які працювали у даному напрямку, включаючи досить відомого Адама Гранта, і десятки компаній, що пропонують аналогічні комплекти для творчості.
Реакція суспільства була неоднозначною. Професійні художники негативно відгукувалися про якість створених таким способом картин і не вважали даний вид живопису гідним внеском в образотворче мистецтво. Однак, на думку ряду художників, Робінсону вдалося зробити образотворче мистецтво більш демократичним, ніж будь-хто в історії..
У 1962 р. Енді Уорхол написав картину за номерами «Do it yourself».
У 1970-х роках живопис за номерами втрачає ажіотаж в Америці, але продовжує свій розвиток у Європі. Одним з лідерів з продажу картин за номерами у Німеччині, та на території Європейського Союзу стала компанія — Schipper Art&Crafts GmbH, заснована Юргеном Шиппером у Нюрнберзі (Німеччина).
У 1980—1990-х роках картини за номерами набирають популярності на території КНР під назвою DIY («Do it yourself» — зроби сам), а наприкінці 2000-х років на всьому просторі СНД.
У 1980 роках ентузіасти, які називали себе «PBN collectors» (колекціонери Картин за Номерами), шукали та скуповували колись популярні картини 50-х років, після чого влаштовували виставки різними містами Америки . Ці картини виступали вже не просто як захоплення колишньої епохи, а як соціальний символ, як артефакти у новому напрямку мистецтва.
У 1993 р. після смерті Макса Кляйна, його донька, Жаклін Шифман, пожертвувала архіви Palmer Paint Co до Музею Американської Історії Смітсона.
У 2008 році приватний колекціонер зібрав у Массачусетсі більш ніж 6000 картин за номерами, починаючи з 1950-х років, та створив перший і єдиний у світі Музей Живопису за Номерами.
У 2010 році громадська організація Ecole de Dessin потрапила до Книги рекордів Гіннеса за створення найбільшої картини за номерами у світі. Розмір полотна склав 63,5 x 49,3 метрів.
У 2011 році Музей сучасного мистецтва у Нью-Йорку отримав у подарунок від Жаклін Шифман чотири ранніх проекти картин за номерами для кафедри архітектури та дизайну.
У травні 2011 року на честь 60-річчя компанії Ден Роббінс і Palmer Paint Co розробили та представили на ринок новий набір для живопису за номерами який був присвячений пам'яті жертв від терористичного акту 11 вересня 2001 року у Нью-Йорку. Набір зображує Вежі-Близнюки Всесвітнього торгового центру на тлі міського пейзажу Мангеттену. Частково доходи із продажу даної картини направляються у фонд допомоги жертвам, постраждалим від трагічних подій 11 вересня. Компанія Schipper копіювала цю картину.
На сьогоднішній день, на ринку існує ряд великих виробників наборів живопису по номерами. Сполучені Штати Америки (США): Palmer Paint Company, Plaid, Dimensions. Німеччина: Schipper Art & Craft GmbH. Англія: KSG, Reveels, Royal and Langnickel. Китай: Menglei, Paintboy, Color Kit, Truehearted. Україна: Малюй Україна, Brush Me [Архівовано 2 вересня 2017 у Wayback Machine.], Оригамі, FlashART [Архівовано 1 березня 2017 у Wayback Machine.], Ідейка, CultMall [Архівовано 07 жовтня 2022 у Wayback Machine.], Роса [Архівовано 26 липня 2017 у Wayback Machine.].

## Види картин за номерами
Набори для розфарбовування відрізняються один від одного основою для нанесення фарби (полотно, картон, фактурний картон), типом фарби (олія, акрил), необхідністю змішування фарб або використання тільки готових кольорів, форматом пакування фарби (тюбики, палітри, контейнери), додатковою фурнітурою (підрамники).
Існують набори різного рівня складності і деталізації, набори з простим заповненням контурів або з можливістю застосування нескладних прийомів пуантилізму, пом'якшення граней, лесіровки тощо, для додавання індивідуальності картини.

## Фарби в наборах
Найпопулярнішим типом фарби для розфарбовування картин за номерами вважається акрил. Однак, його поширеною проблемою є швидке засихання при зберіганні набору для розфарбовування в неякісних умовах. Виробник Hobbart вирішив цю проблему, фасуючи фарби у герметичні тюбики. У зв'язку з цим, багато виробників рекомендують при придбанні наборів для розфарбовування обзавестися розчинником для фарб.

## Згадки в кінематографі
У фільмі «Розумник Вілл Гантінґ» (1997 року) - є сцена, де Вілл вдивляється у картину професора, прагнучи розгадати його приховані мотиви і травми минулого, проте ця картина виявляється розфарбуванням за номерами.